# Emmotum glabrum
Emmotum glabrum är en tvåhjärtbladig växtart som beskrevs av George Bentham och John Miers. Emmotum glabrum ingår i släktet Emmotum och familjen Icacinaceae. Inga underarter finns listade i Catalogue of Life.